# Wooden Ships and Iron Men (jeu vidéo)
 Wooden Ships and Iron Men est un jeu vidéo de type wargame développé et publié par Avalon Hill en 1986 sur Commodore 64. C’est une adaptation en jeu vidéo du jeu de société Wooden Ships and Iron Men. Le jeu simule des batailles navales des XVIIIe et XIXe siècles. À sa sortie, il n’est pas très bien accueilli par les journalistes de Dragon Magazine qui lui attribuent une note de seulement deux sur cinq. De son côté, le magazine Computer Gaming World juge que les points forts du jeu de plateau ont été correctement adaptés en jeu vidéo mais critique la faiblesse de l’adversaire contrôlé par l’ordinateur. Rétrospectivement, Evan Brook juge, dans le même magazine, que l’adaptation est un désastre dû fait de sa pauvreté en matière de graphisme et de gameplay,.